# Kurama galbanus
Kurama galbanus is een vlinder uit de familie van de eenstaartjes (Drepanidae). De wetenschappelijke naam van de soort is voor het eerst geldig gepubliceerd in 1891 door Tutt.